# KASH结构域
KASH结构域（英語：KASH domains）是一种保守的C-末端蛋白结构域，名称来自：Klarsicht，ANC-1，Syne Homology 的首字母缩写，长度不到30个氨基酸残基，大部分含有此结构域的蛋白与核膜定位有关，可与含有SUN结构域的蛋白质相互作用。

## 含有KASH结构域的蛋白的例子
秀丽隐杆线虫 Caenorhabditis elegans
- UNC-83
- ANC-1
- ZYG-12

哺乳动物
- 核膜血影重复蛋白1、2、3和4

黑腹果蝇 Drosophila melanogaster
- Klarsicht
- MSP-300